# Giovanni Amelino-Camelia
Pour les articles homonymes, voir Camelia.
Giovanni Amelino-Camelia (né le 14 décembre 1965 à Naples) est un physicien italien connu pour ses travaux concernant la gravité quantique.

## Biographie
Giovanni Amelino-Camelia est diplômé en physique de l'Université de Naples en 1989 et a obtenu son doctorat de l'Université de Boston en 1993. Il a occupé plusieurs postes de post-doctorat à l'étranger. Depuis 2000, il est professeur adjoint à l'Université de Rome « La Sapienza », où il enseigne la gravité quantique.
La gravité quantique est l'étude des systèmes physiques dans lesquels les effets de la mécanique quantique et ceux de la relativité générale, ne sont plus négligeables, et vise à développer la théorie unifiée des phénomènes gravitationnels compatibles avec ces deux théories. Dans ce contexte, Amelino-Camelia propose comme approche, une théorie appelée la relativité doublement restreinte, une version modifiée de la relativité restreinte d'Einstein et qui est basée sur l'introduction de deux nouveaux invariants relativistes: la longueur de Planck (échelle minimale de longueur) et l'énergie de Planck (échelle d'énergie maximale),,. Cette approche a ensuite été développée par d'autres auteurs, parmi lesquels Lee Smolin,. 
Giovanni Amelino-Camelia propose également des modèles simplifiés de la gravité quantique vérifiables expérimentalement avec les technologies actuellement disponibles, comme le télescope spatial Fermi pour l'observation des rayons gamma cosmiques, parrainé par la NASA. 
L'indice de Hirsch de ses publications est parmi les plus élevés parmi ceux des physiciens théoriciens italiens actifs.
Il est membre de l'Académie pontanienne de Naples et du Foundational Questions Institute (en) fondé par Max Tegmark.